# Isopora
Isopora is een geslacht van koralen uit de klasse van de Anthozoa (bloemdieren).

## Soorten
- Isopora brueggemanni (Brook, 1893)
- Isopora crateriformis (Gardiner, 1898)
- Isopora cuneata (Dana, 1846)
- Isopora curacaoensis Budd & Wallace, 2008 †
- Isopora elizabethensis (Veron, 2000)
- Isopora ginsburgi Budd & Wallace, 2008 †
- Isopora matahari Santodomingo, Wallace & Johnson, 2015 †
- Isopora palifera (Lamarck, 1816)
- Isopora togianensis (Wallace, 1997)

### SYnoniemen
- Isopora hispida (Brook, 1891) => Isopora cuneata (Dana, 1846)
- Isopora muricata (Linnaeus, 1758) => Acropora muricata (Linnaeus, 1758)